# Monte-Carlo Masters 2020
Monte-Carlo Masters 2020 var en tennisturnering, der skulle have været spillet udendørs på grusbaner i Monte-Carlo Country Club i Roquebrune-Cap-Martin, Frankrig i perioden 11. - 19. april 2020. Turneringen blev imidlertid aflyst på grund af den igangværende COVID-19-pandemi.
Den 13. marts 2020 meddelte arrangøren af Monte-Carlo Masters, at årets turnering var aflyst for at beskytte turneringens tilskuere, spillere og medarbejdere mod COVID-19-smitte. Beslutningen var bl.a. taget på baggrund af de franske og monegaskiske myndigheders anvisninger, herunder især forbuddet mod forsamlinger med over 1.000 personer, og myndighederns tilkendegivelse af, at disse formentlig ville blive skærpet yderligere, samt at ATP Tour dagen før havde annonceret, at touren blev suspenderet i seks uger fra 16. marts til 26. april 2020 på grund af COVID-19-pandemien.